# نانسي وير
نانسي وير (بالإنجليزية: Nancy Weir)‏ هي عازفة بيانو أسترالية، ولدت في 13 يوليو 1915 في ملبورن في أستراليا، وتوفيت في 14 أكتوبر 2008 في بريزبان في أستراليا.